# Trang web động

Trang web động: ví dụ về kịch bản phía máy chủ (PHP và MySQL).

Trang web động phía máy chủ là trang web có cấu trúc được điều khiển bởi máy chủ ứng dụng xử lý các tập lệnh tại máy chủ. Trong kịch bản phía máy chủ, các tham số xác định cách tiến hành lắp ráp của mỗi trang web mới, bao gồm cả việc thiết lập xử lý phía máy khách nhiều hơn.
Trang web động phía máy khách xử lý trang web bằng cách sử dụng kịch bản HTML đang chạy trong trình duyệt khi nó tải. JavaScript và các ngôn ngữ kịch bản lệnh khác xác định cách HTML trong trang nhận được phân tích cú pháp vào Mô hình đối tượng tài liệu hoặc DOM, đại diện cho trang web được tải. Các kỹ thuật phía máy khách tương tự sau đó có thể tự động cập nhật hoặc thay đổi DOM theo cùng một cách. Mặc dù một trang web có thể động ở phía máy khách, nó vẫn có thể được lưu trữ trên một dịch vụ lưu trữ tĩnh như GitHub Pages hoặc Amazon S3 miễn là không có mã phía máy chủ nào.
Sau đó, một trang web động được người dùng hoặc một chương trình máy tính tải lại để thay đổi một số nội dung biến đổi. Thông tin cập nhật có thể đến từ máy chủ hoặc từ các thay đổi được thực hiện cho DOM của trang đó. Điều này có thể hoặc không thể cắt bớt lịch sử duyệt web hoặc tạo một phiên bản đã lưu để quay lại, nhưng một bản cập nhật trang web động bằng công nghệ Ajax sẽ không tạo ra một trang để quay lại, và cũng không cắt bớt lịch sử duyệt web trước đó của trang được hiển thị. Sử dụng các công nghệ Ajax, người dùng cuối sẽ có một trang động được quản lý dưới dạng một trang trong trình duyệt web trong khi nội dung web thực tế được hiển thị trên trang đó có thể rất khác nhau. Động cơ Ajax hoạt động trên trình duyệt yêu cầu các bộ phận của DOM của nó, DOM, cho khách hàng của mình, từ một máy chủ ứng dụng.
DHTML là thuật ngữ chung cho các công nghệ và phương pháp được sử dụng để tạo các trang web không phải là trang web tĩnh, mặc dù nó đã không được sử dụng phổ biến kể từ khi phổ biến AJAX, một thuật ngữ mà hiện nay nó hiếm khi được sử dụng. Tập lệnh phía máy khách, tập lệnh phía máy chủ hoặc kết hợp những điều này tạo nên trải nghiệm web động trong trình duyệt.